# Kościół Bożego Ciała w Gdańsku (polskokatolicki)
Kościół Bożego Ciała w Gdańsku – polskokatolicki kościół parafialny znajdujący się w Śródmieściu Gdańska, w województwie pomorskim. Należy do dekanatu pomorsko-wielkopolskiego diecezji warszawskiej.

## Historia

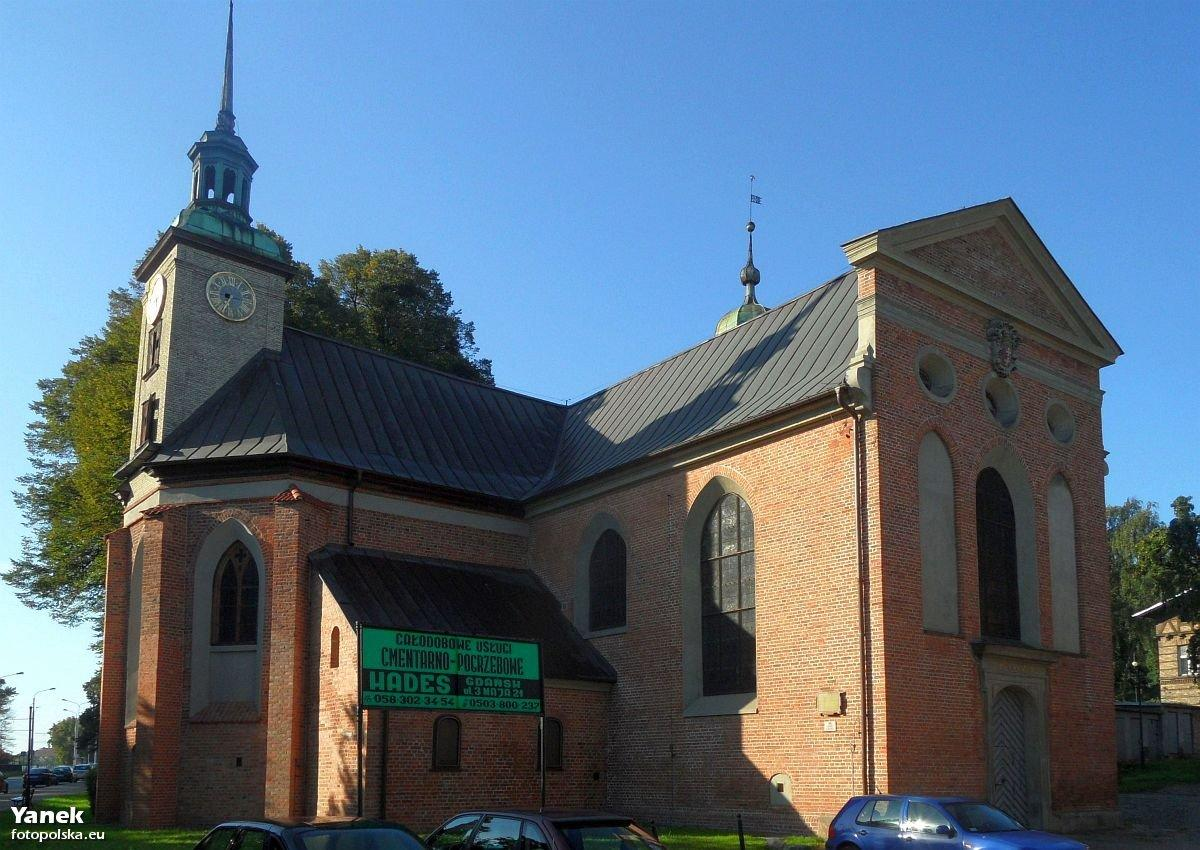
Po lewej starsza nawa główna z wieżą z XVIII wieku i prostopadła nawa barokowa

Kościół został zbudowany jako część katolickiego zespołu szpitalnego pod wezwaniem Bożego Ciała. Pierwotnie mieścił się tu zakład dla trędowatych, a następnie jako przytułek dla ludzi starych, chorych i samotnych. Przyjmuje się, chociaż nie jest to oficjalnie potwierdzone, że zespół powstał w 1350 roku. Pierwsza wzmianka o kościele pochodzi z 1385 roku. Pierwsza potwierdzona informacja o szpitalu i kaplicy pochodzi z 1395 roku. Pierwotnie był to kościół filialny parafii mariackiej. Gotycka kaplica szpitalna została rozbudowana pod koniec XV stulecia i pełniła odtąd funkcję prezbiterium powiększonej świątyni. Przyjmuje się, że rozbudowa kaplicy została rozpoczęta jeszcze przed 1454 roku i została przerwana w związku z wybuchem wojny trzynastoletniej (1454–1466). Obecna forma kościoła powstała w wyniku odbudowy po oblężeniu w 1577 roku, wtedy to powstała główna nawa usytuowana w przybliżeniu na osi wschód-zachód.
Od 1592 roku kościół pełnił funkcję ewangelickiego kościoła parafialnego. Zmiana funkcji kościoła spowodowała decyzję o rozbudowie świątyni. W latach 1688–1689 została wzniesiona, według projektu Barthela Ranischa, prostopadła barokowa nawa, usytuowana po północnej stronie korpusu.
W 1707 pojawiła się zewnętrzna kazalnica z figurami apostołów i symbolizującą Chrystusa postacią pelikana (obecnie wewnątrz kościoła).
W 1749 roku została wybudowana wschodnia wieża o konstrukcji szkieletowej, którą obmurowano w połowie XVIII stulecia. W latach 1765/67 gdański mistrz Hildebrandt wybudował w stylu rokoko 34-głosowe organy, usytuowane na emporze w zachodniej części kościoła. W 1916 roku świątynia została uszkodzona przez uderzenie pioruna, co spowodowało przeprowadzenie prac remontowych. W 1936 roku kościół przeszedł restaurację. Świątynia została nieznacznie zniszczona w czasie II wojny światowej (wywieziono organy, powypadały witraże, zginęły dwa dzwony i mechanizm zegara z wieży, ograbiono podziemne krypty). Po roku 1945 część budynków wchodzących w skład zespołu rozebrano, a pozostałe wykorzystano jako domy mieszkalne. W 2021 rozpoczęto rewitalizację trzech z pięciu budynków zespołu (najstarszy pochodzi z 1786) i ich adaptacja na potrzeby Hevelianum; do 2026 kosztem 32 mln zł powstaną w nich miejsca noclegowe, mediateka, księgarnia oraz kawiarnia.
Na początku lat. 60. XX wieku świątynia została poddana rewaloryzacji. W 1974 roku kościół razem z plebanią zostały przekazane kościołowi polskokatolickiemu.
Proboszczem parafii jest ks. Rafał Michalak.

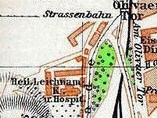
Zespół szpitalny na planie z ok. 1910 roku
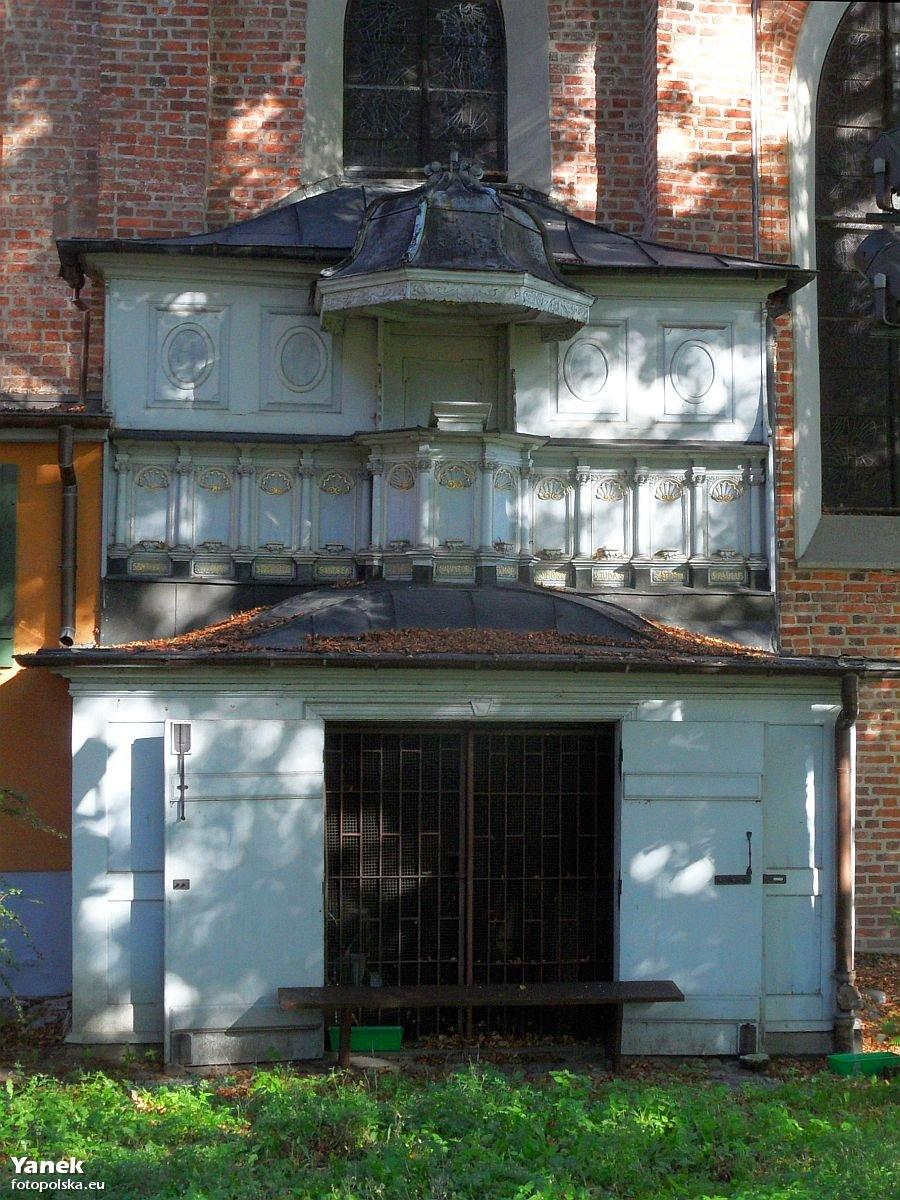
Unikatowa zewnętrzna ambona do głoszenia kazań na świeżym powietrzu
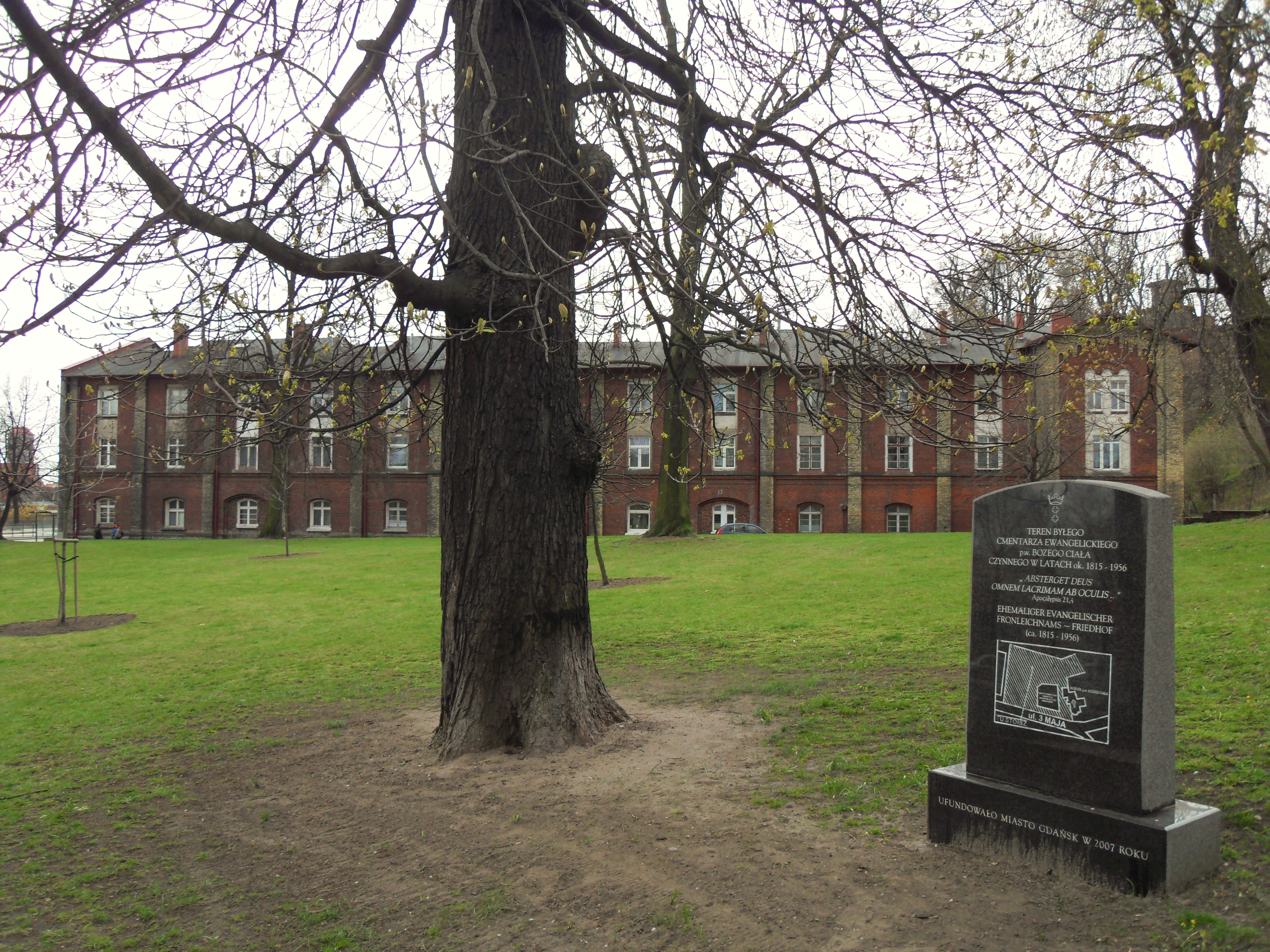
Teren byłego cmentarza ewangelickiego pw. Bożego Ciała, czynnego w latach 1815-1956
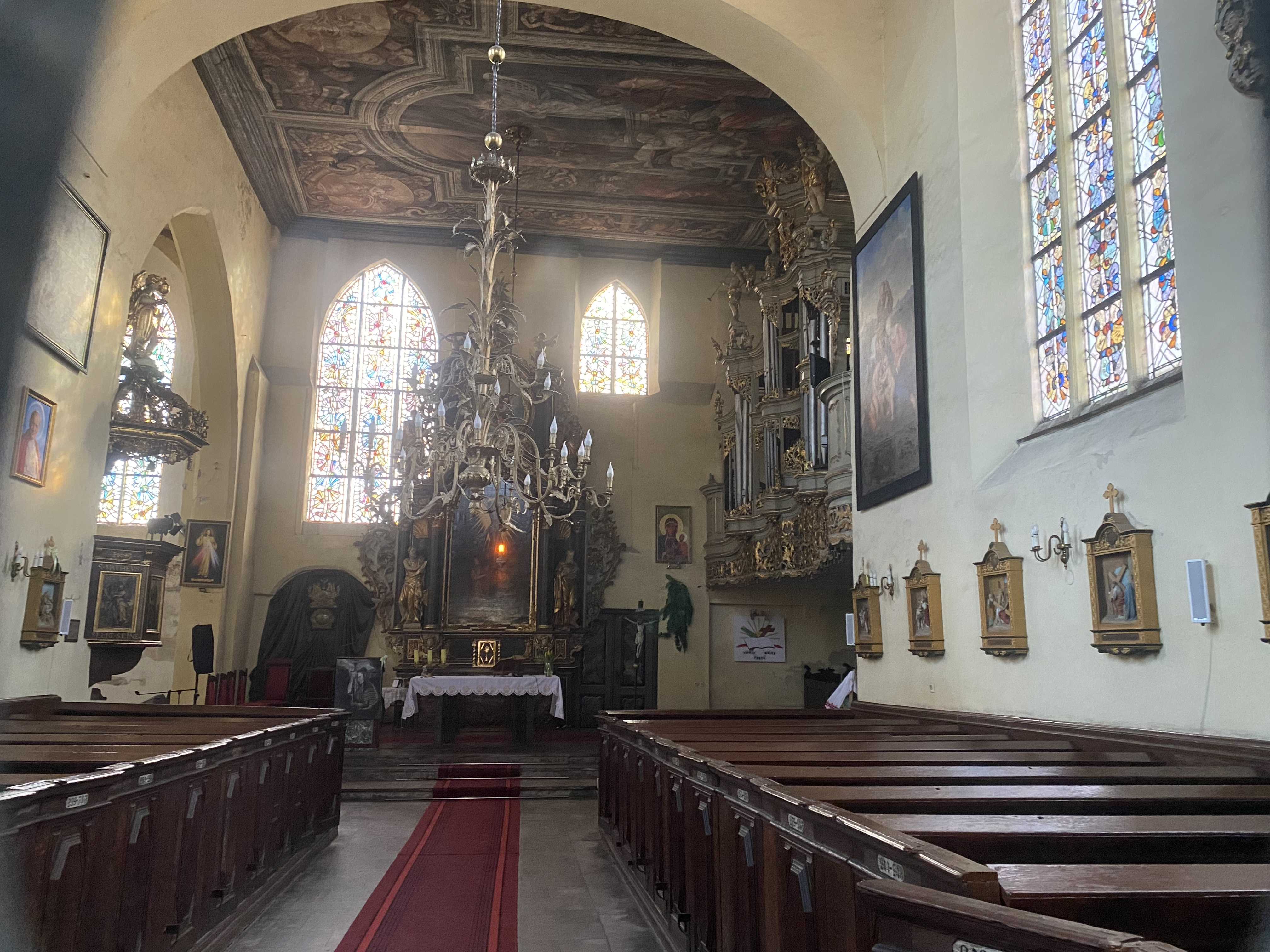
Wnętrze kościoła